# 洪姆扎·尤薩夫
洪姆扎·哈龍·尤薩夫（英語： /ˈhʌmzə ˈjʊsəf/；1985年4月7日—），蘇格蘭政治家，曾任苏格兰民族党（SNP）党魁，2023年3月29日起，就任苏格兰首席部长，是蘇格蘭第一位非白人及南亚裔穆斯林首席部長。优素福曾在苏格兰政府担任多个重要职务，其中包括蘇格蘭衛生及社會關懷事務內閣大臣。自2016年以来，优素福是代表格拉斯哥普樂选区的蘇格蘭議會議員。2024年4月28日，尤薩夫宣布辭職。

## 早年生活

### 出生及家庭背景
优素福是巴基斯坦裔英國人，1985年出生在苏格兰最大城市格拉斯哥。优素福父母均是于1960年代左右随家庭一同移居苏格兰的。其父母均是旁遮普系的第一代移民，他的父亲米安·穆扎法尔·优素福（Mian Muzaffar Yousaf）出生于巴基斯坦旁遮普邦的米安钱努，并于1960年代随家人从这座城市移民，最终成为一名会计师 。
他的祖父在1960年代在克莱德班克的勝家衣車缝纫机厂工作。优素福的母亲沙伊丝塔·布塔（Shaaista Bhutta）出生于肯尼亚内罗毕的一个旁遮普系家庭。她的家人因被视为抢走了“属于”非洲人的工作而多次遭受出于种族动机的暴力攻击，后来他们移民到了苏格兰。

### 教育
优素福在东伦弗鲁郡就读小学，当时是全校唯有的两个少数民族学生之一。此后，他就读于格拉斯哥市内的一所私校，并缘此对政治萌发兴趣。当时正值全球瞩目的9·11事件，他事后回忆起这段经历时称，“那一天改变了世界，也改变了我”，当时他16岁。此后，尽管父母想让他成为律师、会计、医生等的职业，他最终却选择了在格拉斯哥大学修读政治，并最终在2007年取得了文学硕士学位。

## 早期的职业生涯和政治参与
在就读于格拉斯哥大学时，优素福于2005年加入了苏格兰民族党。受当时的时代背景启发，尤其是时任苏民党党首薩蒙德和伊拉克战争期间的反战人士罗丝·金特尔的影响，他觉得独立才是避免苏格兰被卷入战争的手段。在2007年苏格兰议会选举期间，他开始积极参与和协助苏民党的竞选活动，最终促成了苏格兰权力下放后的第一个苏格兰民族党内阁第一次萨尔蒙德内阁。

## 参政

### 苏格兰议会
2007年，优素福开始为当时苏格兰议会中首位亚裔暨穆斯林议员巴希尔·艾哈迈德工作，担任其助理，直到后者于两年后去世。他此后为多名议员充当助理，其中也包括时任首席部长萨尔蒙德以及后来的首席部长斯特金。他在此期间也在党内担任了一些职务，最终于2011年，优素福当选为格拉斯哥选区的一名增补议员，正式开启了他的政治生涯，当时，26岁的优素福是苏格兰议会史上当选时最年轻的议员。在宣誓时，优素福身着带苏格兰国花蓟花印花的南亚传统服饰谢尔瓦尼，且在用英语宣誓后又用乌尔都语再次宣誓，以此表明自己巴基斯坦裔苏格兰人的身份。

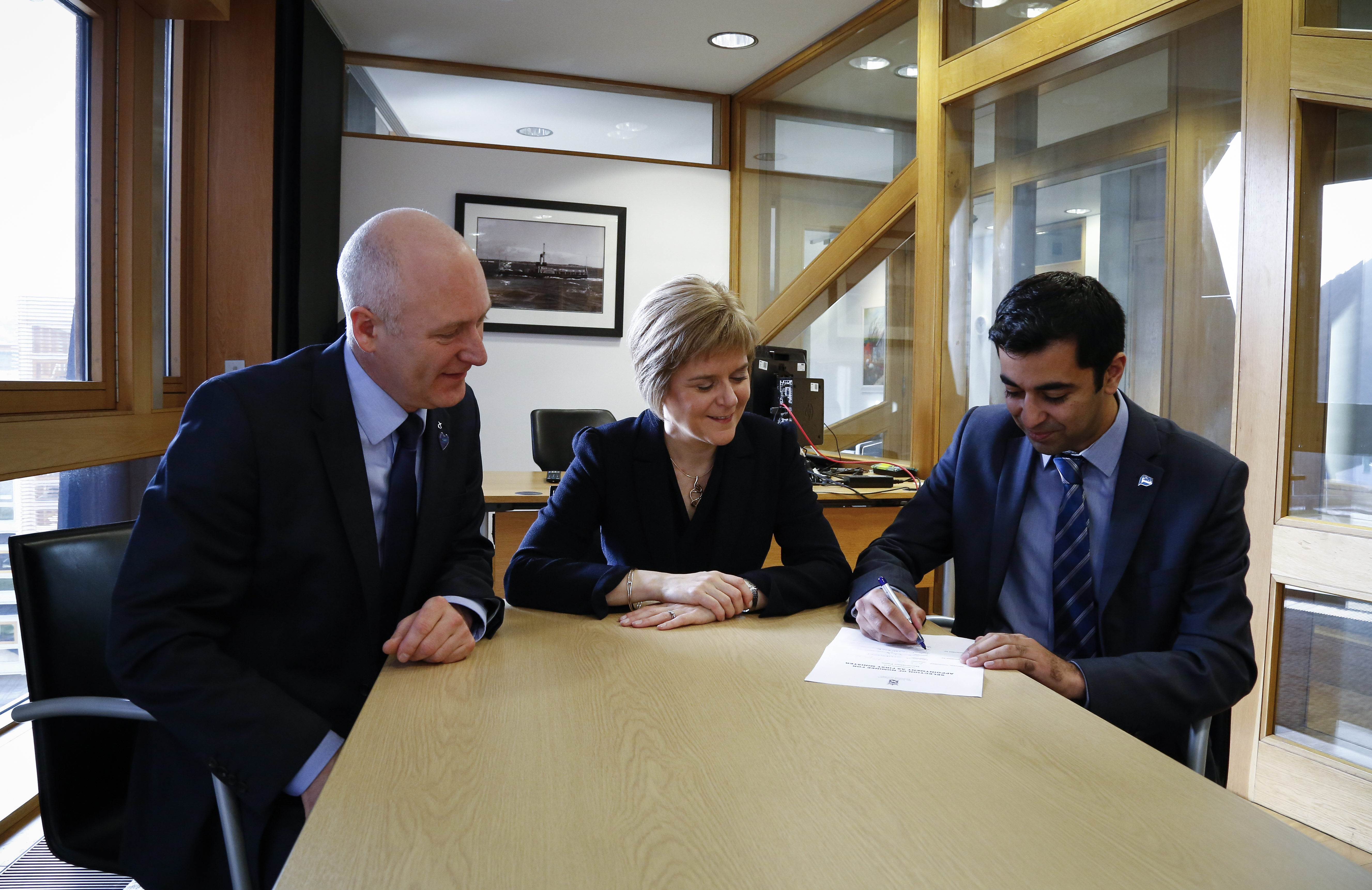
优素福签署妮古拉·斯特金的首席部长提名，2014年11月19日

### 苏格兰政府

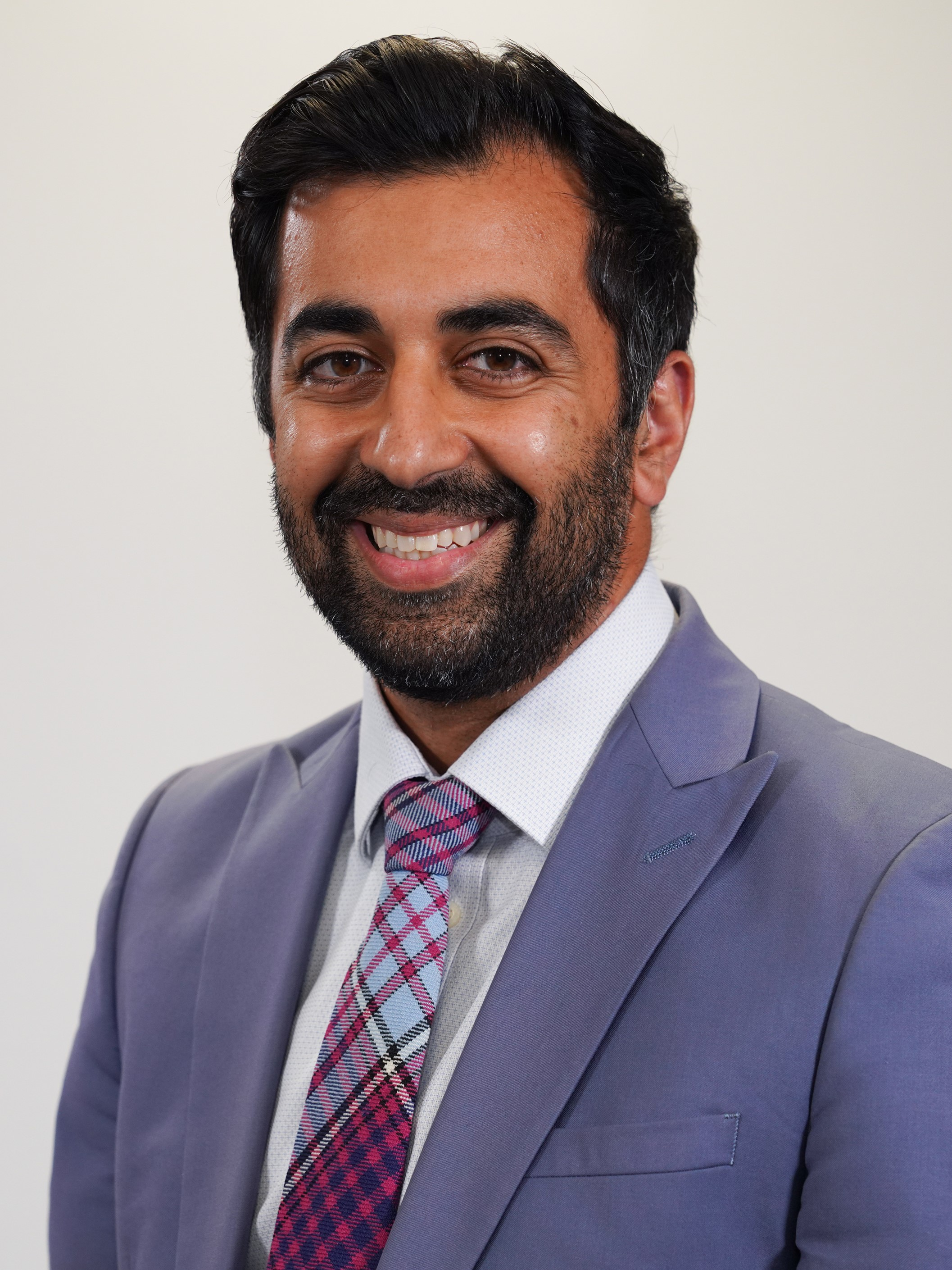
2021年官方肖像

优素福于2012年初次进入萨尔蒙德政府，此后担任欧洲和国际发展部次长直至2014年斯特金上台，并于2016年开始担任交通部次长。
优素福是蘇格蘭政府中第一位南亚裔和穆斯林内阁大臣。

### 2023年苏民族党党魁选举
2023年2月15日，妮古拉·斯特金 (Nicola Sturgeon) 宣布她打算辞去苏格兰民族党和苏格兰首席部长的职务，这引发了苏格兰民族党内部的领导人选举，以选出她的继任者。2023年2月18日，他在《星期日邮报》采访中宣布竞选蘇格蘭民族黨黨魁及蘇格蘭首席部長。
优素福于2023年3月27日赢得党魁竞选，并于29日接任妮古拉·斯特金成为新一任苏格兰首席部长。

## 苏格兰首席部长
优素福于2023年3月29日宣誓就任苏格兰首席部长， 成为苏格兰和全英国首位担任公职的南亚裔及穆斯林的首席部长，也是目前就任时最年轻的苏格兰首席部长。

### 经济政策
优素福将在生活成本危机中上任。他支持引入存款返还计划（Deposit-refund system，缩写DRS），但不是以目前的形式，建议它应该排除小企业。他强调了幸福经济的必要性，并提议引入新的财富税，以便为更多社会福利筹集资金。

### 卸任
2024年4月25日，在优素福就取消一项气候变化减排目标上与执政联盟的苏格兰绿党发生争执后，他决定终止与后者的信任供给协议。同日，苏格兰议会反对党先后提出了两项不信任动议，包括苏格兰保守党、苏格兰工党、蘇格蘭自由民主黨在内均表示将会针对不信任动议投赞成票。
同月29日，英国媒体报道优素福将面临不信任动议之前辞职。当日，尤索夫宣布辭任首席部长的职位。